# Circonscription de Flynn
La circonscription de Flynn est une circonscription électorale fédérale australienne dans le Queensland. Elle a été créée en 2006 et porte le nom de John Flynn, qui fut le fondateur du Royal Flying Doctor Service of Australia.  

## Représentants
| Chris Trevor | Travailliste     | 2007–2010     |
| Ken O'Dowd   | Libéral national | 2010–2022     |
| Colin Boyce  | Libéral national | 2022–en cours |

## Résultats des élections
| Parti                            | Parti                        | Candidat                     | Voix   | %     | ±     |
| -------------------------------- | ---------------------------- | ---------------------------- | ------ | ----- | ----- |
|                                  | Libéral national             | Colin Boyce (en)             | 34 046 | 36,88 | −1,01 |
|                                  | Travailliste                 | Matt Burnett                 | 30 948 | 33,53 | +4,88 |
|                                  | Une nation                   | Sharon Lohse                 | 11 287 | 12,23 | −7,37 |
|                                  | UAP                          | Tanya Wieden                 | 6 266  | 6,79  | +2,54 |
|                                  | Verts                        | Paul Bambrick                | 4 007  | 4,34  | +1,27 |
|                                  | Indépendant                  | Duncan Scott                 | 3 745  | 4,06  | +2,51 |
|                                  | Grand australien             | Carla Svendsen               | 2 012  | 2,18  | +2,18 |
| Total des suffrages exprimés     | Total des suffrages exprimés | Total des suffrages exprimés | 92 311 | 96,17 | +1,98 |
| Votes nuls                       | Votes nuls                   | Votes nuls                   | 3 672  | 3,83  | −1,98 |
| Participation                    | Participation                | Participation                | 95 983 | 88,07 | −4,08 |
| Résultat de préférence bipartite |                              |                              |        |       |       |
|                                  | Libéral national             | Colin Boyce (en)             | 49 682 | 53,82 | −4,84 |
|                                  | Travailliste                 | Matt Burnett                 | 42 629 | 46,18 | +4,84 |
|                                  | Libéral national retenir     | Libéral national retenir     | Swing  | −4,84 |       |